# Càtedra Rawlinson i Bosworth d'anglosaxó
La Càtedra Rawlinson i Bosworth d'anglosaxó (en anglès: Rawlinson and Bosworth Professorship of Anglo-Saxon), coneguda fins al 1916 com Càtedra Rawlinsoniana d'anglosaxó (en anglès: Rawlinsonian Professorship of Anglo-Saxon), va ser establerta per Richard Rawlinson del Saint John's College d'Oxford el 1795. Aquesta posició està associada al Pembroke College. "Bosworth" va ser afegit posteriorment en honor de Joseph Bosworth.

## Rawlinsonian Professors of Anglo-Saxon
| - 1795–1800 Charles Mayo (1767–1858) - 1800–03 Thomas Hardcastle - 1803–08 James Ingram (1774–1850) - 1808–12 John Josias Conybeare (1779–1824) - 1812–16 Charles Dyson (1788–1860) - 1827–29 Arthur Johnson - 1829–34 Francis Pearson Walesby (1798–1858) - 1834–39 Robert Meadows White (1798–1865) - 1839–44 Henry Bristow Wilson (1803–1888) - 1844–49 William Edward Buckley (1817–1892) - 1849–54 John Earle (1824–1903) - 1854–58 vacant | - 1858–76 Joseph Bosworth (1789–1876) - 1876–1903 John Earle (1824–1903) - 1903–16 Arthur Napier (1853–1916) |

## Rawlinson and Bosworth Professors of Anglo-Saxon
| - 1916–25 Sir William Craigie (1867–1957) - 1925–45 J. R. R. Tolkien (1892–1973) - 1946–63 Charles Leslie Wrenn (1895–1969) - 1963–74 Alistair Campbell (1907–1974) - 1974–77 vacant - 1977–91 Eric Stanley (nascut el 1923) - 1991–2013 Malcolm Godden (nascut el 1945) - 2013–present Andy Orchard (nascut el 1964) |